# 家永豊吉

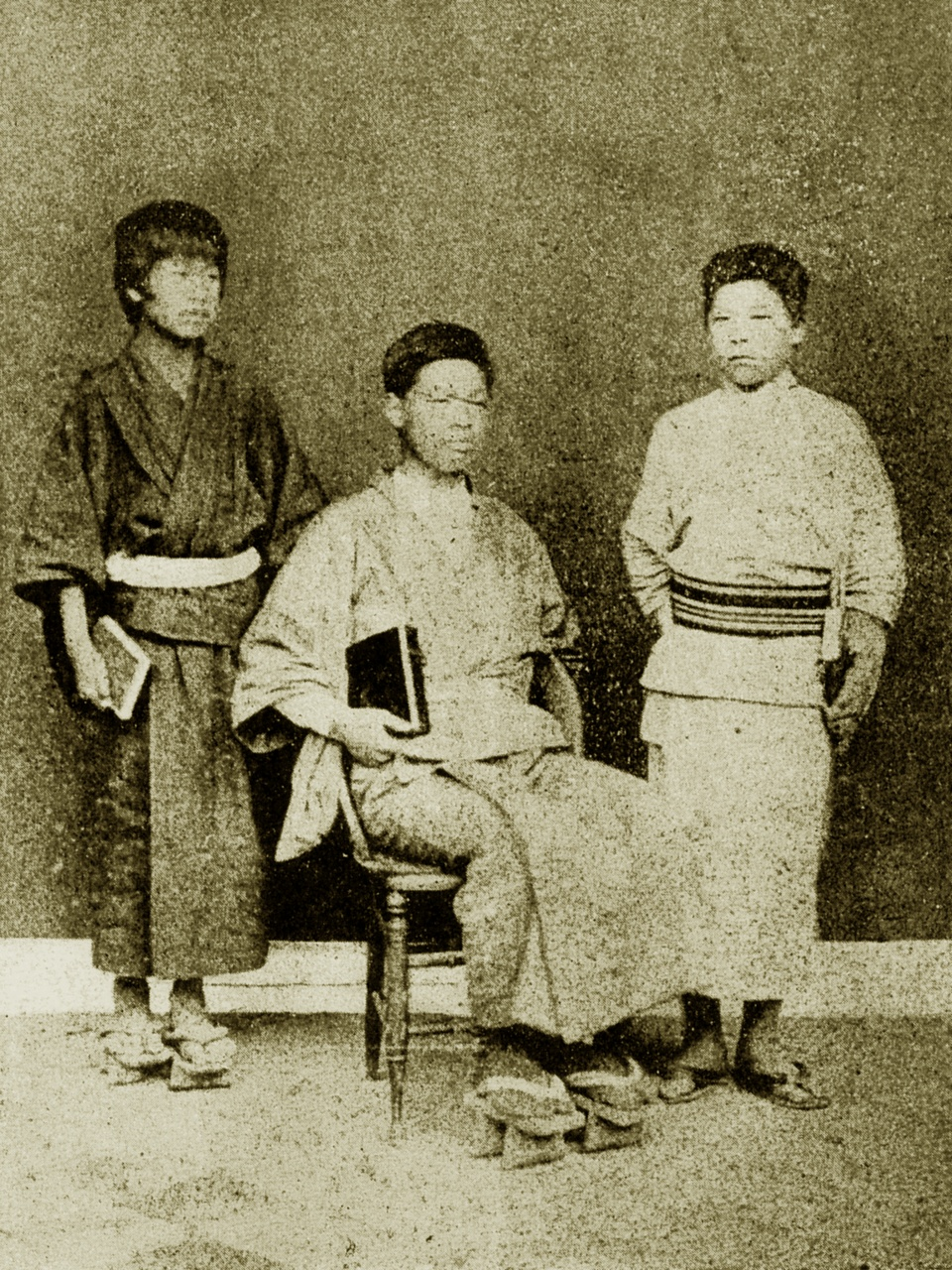
家永豊吉（右端、1877年）

家永 豊吉（いえなが とよきち、1862年12月6日（文久2年10月15日） - 1936年（昭和11年）12月29日）は、熊本バンドのメンバーである。別名辻豊吉
家永遠之助・梅の子として筑後柳川に生まれる。
熊本洋学校に入学する。熊本洋学校にいた頃は辻豊吉と名乗る。1876年（明治9年）のL・L・ジェーンズより洗礼を受ける。その後、同志社英学校に入学する。大久保真次郎や徳富猪一郎（蘇峰）とは親しかった。しかし、1880年頃、同志社を中退し、東京に移動する。何度か、友人徳富蘇峰が編集していた『国民之友』に投稿している。
1884年にオベリン大学に入学し、特待生になり、1886年に卒業する。さらに、ジョンズ・ホプキンス大学に進み、1890年に哲学博士号(Ph.D)を取得して帰国した。
1890年（明治23年）より、東京専門学校（現・早稲田大学）の講師になり、政治学部の改革に尽力。1892年（明治25年）永井ゑい子（松本ゑい子）と結婚したが、数年で離婚。1893年（明治26年）に慶應義塾の教授、10月に東京高等商業学校の教授になり、1897年（明治30年）英語力を買われ外務省に入省する。
その後、渡米してコロンビア大学で日本に関する講義を担当する。しかし、アメリカ滞在中ニューヨーク州オニーダ湖に張った氷の亀裂に落ちて溺死した。

## 著書
- 元良勇次郎、家永豊吉『万国史綱』 上巻、三省堂、1892年9月。NDLJP:768467。
- 元良勇次郎、家永豊吉『万国史綱』 下巻、三省堂、1893年4月。NDLJP:768468。
- イーリー 著、家永豊吉・塩沢昌貞 訳『米国州市租税論』東京専門学校、1893年6月。NDLJP:800187。
- イーリー 著、家永豊吉・塩沢昌貞 訳『威氏租税論』丸善、1894年5月。NDLJP:800187。
- 『西亜細亜旅行記』民友社、1900年12月。NDLJP:767259。
- 山岡光太郎、家永豊吉『アラビア縦断記・西亜細亜旅行記』青史社〈異域叢書〉、1988年2月。